# سیارک ۵۲۲

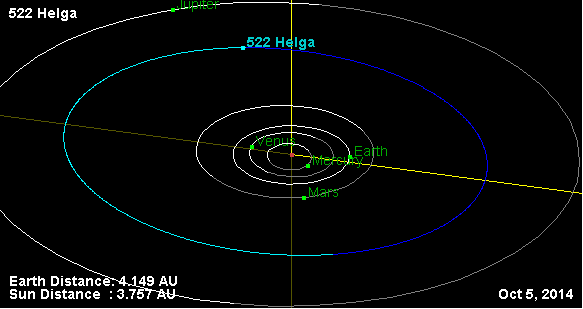
نمایی از محل قرارگیری سیارک ۵۲۲ در مدار – ۲۰۱۴

سیارک ۵۲۲ (به انگلیسی: 522 Helga، نامگذاری:1904NC) پانصد و بیست و دومین سیارک کشف شده‌است که در ۱۰ ژانویه ۱۹۰۴ و در هایدلبرگ کشف شد.
قدر مطلق سیارک برابر ۹٫۱۲ است.